# Sounds United Records
Sounds United Records ist ein deutsches Plattenlabel mit Sitz in Möhnesee, Nordrhein-Westfalen für Dancemusik.

## Geschichte
Sounds United Records wurde am 1. Januar 2010 von Dieter Stemmer gegründet. Stemmer arbeitete ab Mitte 1985 als A&R Manager für Rush Records und BCM Records Label, die ersten Independent-Plattenlabel für Dancemusik in Deutschland. Unter seiner Mitarbeit landeten Künstler wie BVSMP, Francesco Napoli, Bruce & Bongo Top-10-Hits in Deutschland. Mit dem US-Label DJ-International, das auf House-Musik spezialisiert war, brachte BCM unter anderem mit Künstlern wie Tyree Cooper, Farley Jackmaster Funk, Joe Smooth oder Fast Eddie die House-Musik nach Europa. 1989 veranstaltete Stemmer das dreitägige Summer Dance Festival im Berliner Tempodrom, wo unter anderem die Künstler EPMD, De La Soul, Stetasonic, Queen Latifah, aber auch Die Krupps, Village People und die Soul-Legende Bobby Womack präsentiert wurden, welche damals alle bei dem Label BCM unter Vertrag standen.
Am 1. Januar 1990 startete Stemmer dann sein eigenes Plattenlabel Dance Streets Records, bei dem unter anderem Künstler wie Interactive, Bass Bumpers, Daisy Dee, TNN oder Doop unter Vertrag standen. Zusätzlich zu Dance Street Records gründete er 1995 das Plattenlabel House Nation, welches große, weltweite Erfolge mit Künstlern wie Red 5, 666, Zhi-Vago, Sequential One, Klubbheads, Duke, Karmah oder Outhere Brothers feierte und einen maßgebenden Einfluss für die Entwicklung der House- und elektronischen Tanzmusik in Europa darstellte.
Neben der Dance-Musik wurde 1997 mit Ladyland Records ein Schlager- und Partylabel gegründet, wobei Künstler wie Big Brother Jürgen, Willi Herren und Die Lollies neben der Entdeckung von Mickie Krause (mit der Single Anita) erfolgreich durchgesetzt werden konnten. Für Mickie Krause war dies der Start zu seiner Karriere. Dance Street und House Nation Records wurden 2003 an ZYX Music verkauft, doch als Head Of A&R lenkte Stemmer nach wie vor die Geschicke der Labels und war allein für die Aquirierung von Künstlern und deren Vermarktung verantwortlich. Die erfolgreichsten Interpreten waren die Neffen Michael Jacksons 3T, CC Catch, aber auch die neuen Alben von Smokie, Amanda Lear und Boyz II Men wurden in der Zeit dort veröffentlicht.
Am 1. Januar 2010 gründete Stemmer dann schließlich wieder sein eigenes Plattenlabel Sounds United Records, welches weiterhin auf alle Bereiche der elektronischen Dancemusik spezialisiert ist und sich bereits erfolgreich etabliert hat. In Zusammenarbeit mit ZYX Music erscheinen in unregelmäßigen Abständen ausgewählte Titel von Sounds United Records auf den im gleichen Verlag erscheinenden Compilations.

## Sonstiges
Am 24. Juli 2013 gründete er zusammen mit dem deutschen DJ und Musikproduzenten Frozen Skies das Plattenlabel Arcadia Moon Records als Ableger von Sounds United Records im Bereich Trance. Seither gab es mehrere Veröffentlichungen, unter anderem von Physical Phase, Dan Norvan, Denis Weisz und Tensile Force.
Dieter Stemmer verstarb am 19. Juli 2025 nach langer Krankheit im Alter von 74 Jahren.

## Künstler/DJs (Auszug)
Derzeit stehen zum Beispiel folgende Künstler bei Sounds United Records unter Vertrag oder hatten mindestens eine Hauptveröffentlichung:
- Absolom
- Damon Paul
- Eroc
- Frozen Skies
- Patricia Banks
- Red 5
- Scotty